# Кошкаратинський сільський округ (Келеський район)
Кошкаратинський сільський округ (каз. Қошқарата ауылдық округі, рос. Кошкаратинский сельский округ) — адміністративна одиниця у складі Келеського району Туркестанської області Казахстану. Адміністративний центр — село Алгабас.
Населення — 17701 особа (2021; 15857 у 2009, 12753 у 1999, 10832 у 1989).
Станом на 1989 рік існувала Комунарська сільська рада (села Алгабас, Бескубир, Джамбул, Друга П'ятилітка, Жанаконис, Калініно, Кизилту, Клим, Комуна, Махташи, Перше Мая, Ушкин, Шинир).

## Склад
До складу округу входять такі населені пункти:
| Населений пункт      | Колишні назви    | Населення, осіб (1989) | Населення, осіб (1999) | Населення, осіб (2009) | Населення, осіб (2021) |
| -------------------- | ---------------- | ---------------------- | ---------------------- | ---------------------- | ---------------------- |
| 1 Мамир, село        | Перше Мая        | 2747                   | 2537                   | 2786                   | 2308                   |
| Алгабас, село        | -                | 429                    | 513                    | 643                    | 1369                   |
| Аманжар, село        | Друга П'ятилітка | 294                    | 405                    | 648                    | 688                    |
| Байтерек, село       | Кизилту          | 1036                   | 1300                   | 1634                   | 1693                   |
| Бесауил, село        | Калініно         | 268                    | 307                    | 344                    | 367                    |
| Бескубир, село       | -                | 1611                   | 1801                   | 2149                   | 2353                   |
| Джамбул, село        | -                | 382                    | 629                    | 1206                   | 1591                   |
| Жанаконис, село      | -                | 687                    | 703                    | 844                    | 1018                   |
| Карабура-Ауліє, село | Клим             | 444                    | 566                    | 623                    | 623                    |
| Кошкарата, село      | Комуна           | 1666                   | 2320                   | 3110                   | 3437                   |
| Махташа, село        | Махташи          | 583                    | 703                    | 890                    | 942                    |
| Ушкин, село          | -                | 291                    | 454                    | 435                    | 542                    |
| Шинир, село          | -                | 394                    | 515                    | 545                    | 770                    |